# Грб Дагестана
Грб Дагестана је званични симбол једног од субјеката Руске федерације са статусом републике, Дагестан. Грб је званично усвојен 20. октобра 1994. године.

## Опис грба
Дагестански грб представља стилизовану комбинацију златног орла раширених крила, изнад кога је сунце. Орао је традиционални симбол племства, храбрости, мудрости и вјере. Испод орла је стилизована слика таласа (симболизује Каспијско море), постављена на позадини планинских врхова (који указују на Кавказ). Позадина грба је бијела. Поред боје злата (што је боја највише елемената грба) и бијеле на дну грба, грб садржи и боје које се налазе на застави Дагестана: плава, црвена и зелена и име земље на руском језику.

## Галерија историјских грбова
- Грб Сјевернокавкаског емирата
- Грб Дагестанске области 1860.
- Грб Дагестанске АССР
- Друга верзија грба Дагестана